# Charles Beuchat
Charles Beuchat (* 18. Juli 1900 in Soulce, damals Kanton Bern; † 15. Mai 1981 in Porrentruy, Kanton Jura) war ein Schweizer Schriftsteller und Literaturkritiker.

## Leben
Charles Beuchat studierte Rechtswissenschaften und Literatur. Er wurde an der Sorbonne zum docteur ès lettres promoviert mit einer Arbeit über den Westschweizer Schriftsteller Édouard Rod. Ab 1935 unterrichtete er Französisch und Philosophie an der Kantonsschule Pruntrut. Er verfasste Literaturkritiken für diverse Zeitungen, Essays, Romane und Gedichte. Beuchat war 1950 Gründungsmitglied des Institut jurassien des sciences, des lettres et des arts (IJSLA). Von 1961 bis 1969 präsidierte er die Société jurassienne d’émulation, war Vizepräsident des Westschweizer PEN-Clubs und Mitglied des Schweizerischen Schriftstellerverbands.

## Auszeichnungen
- 1960: Bührle-Preis

## Werke
- Édouard Rod et le cosmopolitisme, Paris 1930
- Paul de Saint-Victor, sa vie, son œuvre, Paris 1937
- Jeunesse ardente. Roman, Paris 1938
- De Restif à Flaubert ou le naturalisme en marche, Paris 1939
- Les sirènes là-bas. Poèmes et proses, Genève 1943
- Histoire du naturalisme français, 2 Bände, Paris 1949
- Terre aimée. Roman, Genève 1958
- Comme un vin de vigueur. Roman, Paris 1960
- Paris quand même ou le Piéton impénitent, Bienne 1977